# FIVB World Tour Finals
FIVB World Tour Finals é um campeonato anual de voleibol de praia criado em 2015 e que reúne as oito duplas melhores ranqueadas no Circuito Mundial mais duas convidadas pela FIVB, encerrando a temporada. O evento não adiciona pontos ao ranking do Circuito Mundial e fornece ao vencedor de cada variante um prêmio de 100 mil dólares, a maior quantia paga na história do vôlei de praia a uma equipe campeã. São formados dois grupos com cinco times, nos quais todas as duplas enfrentam-se. Após os confrontos da fase inicial, os primeiros colocados avançam para às semifinais, enquanto os segundos e terceiros têm que disputar as quartas de final.

## Quadro de medalhas

### Masculino
| Ordem | País           | Medalha de ouro | Medalha de prata | Medalha de bronze | Total |
| ----- | -------------- | --------------- | ---------------- | ----------------- | ----- |
| 1     | Noruega        | 4               | 1                | 1                 | 6     |
| 2     | Brasil         | 2               | 2                | 2                 | 6     |
| 3     | Estados Unidos | 1               | 1                | 1                 | 3     |
| 4     | Suécia         | 1               | 1                | 0                 | 2     |
| 5     | Rússia         | 1               | 0                | 0                 | 1     |
| 6     | Polónia        | 0               | 2                | 1                 | 3     |
| 7     | Chéquia        | 0               | 1                | 0                 | 1     |
| 7     | Alemanha       | 0               | 1                | 0                 | 1     |
| 9     | Itália         | 0               | 0                | 2                 | 2     |
| 10    | Países Baixos  | 0               | 0                | 1                 | 1     |
| 10    | Catar          | 0               | 0                | 1                 | 1     |
|       |                | 9               | 9                | 9                 | 27    |

### Feminino
| Ordem | País           | Medalha de ouro | Medalha de prata | Medalha de bronze | Total |
| ----- | -------------- | --------------- | ---------------- | ----------------- | ----- |
| 1     | Alemanha       | 4               | 2                | 0                 | 6     |
| 2     | Estados Unidos | 3               | 1                | 1                 | 5     |
| 3     | Brasil         | 2               | 3                | 4                 | 9     |
| 4     | Suíça          | 0               | 1                | 1                 | 2     |
| 5     | Chéquia        | 0               | 1                | 0                 | 1     |
| 5     | Canadá         | 0               | 1                | 0                 | 1     |
| 7     | Austrália      | 0               | 0                | 1                 | 1     |
| 7     | Países Baixos  | 0               | 0                | 1                 | 1     |
| 7     | Letônia        | 0               | 0                | 1                 | 1     |
|       |                | 9               | 9                | 9                 | 27    |

### Geral
| Ordem | País           | Medalha de ouro | Medalha de prata | Medalha de bronze | Total |
| ----- | -------------- | --------------- | ---------------- | ----------------- | ----- |
| 1     | Brasil         | 4               | 5                | 6                 | 15    |
| 2     | Alemanha       | 4               | 3                | 0                 | 7     |
| 3     | Estados Unidos | 4               | 2                | 2                 | 8     |
| 4     | Noruega        | 4               | 1                | 1                 | 6     |
| 5     | Suécia         | 1               | 1                | 0                 | 2     |
| 6     | Rússia         | 1               | 0                | 0                 | 1     |
| 7     | Polónia        | 0               | 2                | 1                 | 3     |
| 8     | Chéquia        | 0               | 2                | 0                 | 2     |
| 9     | Suíça          | 0               | 1                | 1                 | 2     |
| 10    | Canadá         | 0               | 1                | 0                 | 1     |
| 11    | Itália         | 0               | 0                | 2                 | 2     |
| 11    | Países Baixos  | 0               | 0                | 2                 | 2     |
| 13    | Austrália      | 0               | 0                | 1                 | 1     |
| 13    | Letônia        | 0               | 0                | 1                 | 1     |
| 13    | Catar          | 0               | 0                | 1                 | 1     |
|       |                | 18              | 18               | 18                | 54    |